# Limeray
Limeray é uma comuna francesa na região administrativa do Centro, no departamento Indre-et-Loire. Estende-se por uma área de 14,29 km². Em 2010 a comuna tinha 1 315 habitantes (densidade: 92 hab./km²).